# Mikroregion Ponte Nova

Mikroregion Ponte Nova

Mikroregion Ponte Nova – mikroregion w brazylijskim stanie Minas Gerais należący do mezoregionu Zona da Mata.

## Gminy
- Acaiaca
- Barra Longa
- Dom Silvério
- Guaraciaba
- Jequeri
- Oratórios
- Piedade de Ponte Nova
- Ponte Nova
- Raul Soares
- Rio Casca
- Rio Doce
- Santa Cruz do Escalvado
- Santo Antônio do Grama
- São Pedro dos Ferros
- Sem-Peixe
- Sericita
- Urucânia
- Vermelho Novo